# 大垣共立銀行
株式会社大垣共立銀行（おおがききょうりつぎんこう、英: The Ogaki Kyoritsu Bank, Ltd.）は、岐阜県大垣市に本店を置く地方銀行。
通称は「OKB」、「大共（だいきょう）」
マス・リテール戦略に基づく、ドライブスルー専用店舗の開設や女性行員によるユニット（OKB45）の結成など、独自あるいは全国初となるサービスを多く展開している。2015年（平成27年）4月1日より岐阜県の指定金融機関になった。イメージキャラクターはパディントンベア。

## 歴史

### 第百二十九国立銀行が起源
大垣共立銀行は1896年（明治29年）3月に設立を免許され、4月に開業した。初代頭取は旧大垣藩藩主戸田氏ゆかりの士族で大垣藩家老の家系の戸田鋭之助である。1878年（明治11年）12月に秩禄処分によって交付された国債の運用先を求めていた大垣藩士を中心に創立された第百二十九国立銀行の営業を実質継承したものである。名称は、株主に旧大垣藩士族の士族と西濃各郡の地主の平民が協力して発足したので、「共立」とした。明治の前期、岐阜県内には6行の国立銀行が設立されたが、現存しているのは大垣共立銀行と十六銀行（第十六国立銀行）の2行のみである。

### 安田財閥の傘下に
大垣共立銀行は、明治年代に2行、大正年代に4行、昭和時代に3行を合併し、西濃地域の農業・商業金融を中心に発展してきた。一大転機となったのが、1904年（明治37年）、大垣に本店を有する美濃商業銀行の臨時休業に端を発する、西濃一帯の取り付け騒ぎである。この時、安田財閥総帥・安田善次郎は、第三銀行（のちの安田銀行）を通じて大垣共立銀行を支援する。これをきっかけに、1909年（明治42年）7月、安田保善社が大垣共立銀行の総株数の14.2%を引き受けその傘下に入ることになった。この結果、創立以来の頭取であった戸田鋭之助は副頭取となり、安田財閥より新頭取に安田善三郎（善次郎の娘婿）、取締役に安田善八郎（善次郎の娘婿・安田忠兵衛の娘婿）、監査役に杉田巻太郎が派遣された。以後、歴代頭取は同社から派遣されることになるが、頭取は在京のままのケースが多かった。
もともと、大垣共立銀行の源流である、第百二十九国立銀行は旧大垣藩主の異母兄・戸田氏寛が頭取を務め、取締役に旧藩上層部（元家老戸田三弥・戸田鋭之助など）がいたこともあり、地元では『殿様銀行』とあだ名されていた。こうした中、安田保善社より派遣された行員は、大垣共立銀行内に“前垂れ主義”、顧客第一主義を徹底させる。また、安田財閥傘下の銀行は、人事・貸出（1万円以上）に関する重要事項は全て安田保善社本社が稟議・承認する方針であった為、資金運用の効率化や健全性を求め営業基盤拡大が模索された。
1923年（大正12年）12月、名古屋市大曽根の農産銀行が乱脈経営により破綻した際、安田保善社を通じて大垣共立銀行に救済を求められ、同行買収により愛知県進出の地歩を築いた。さらに、1926年（大正15年）4月、共営銀行の買収によって三重・滋賀両県に進出した。
太平洋戦争直前と1943年（昭和18年）、金融当局より一県一行主義に基づき、同じ岐阜県内の十六銀行との統合を打診された際、大垣共立銀行役員会は『安田保善社系列以外との合併は拒否する』と決議しこれに抵抗する。安田銀行は大垣共立銀行との合併を検討したが、日銀より資金効率の観点から難色を示される。再三にわたる金融当局の勧奨により、1945年（昭和20年）5月には、役員会の大勢も「十六銀行との合併やむなし」に傾き、同年7月に十六銀行との統合交渉を開始するも、直後に岐阜空襲・大垣空襲が発生し交渉は中断、そのまま終戦となり合併は雲散霧消することになる。

### 敗戦と自主経営
終戦後、GHQの財閥解体措置により、安田保善社が解散、同社より派遣されていた会長・専務が退陣した。この為、当時大垣共立銀行生え抜きであった第7代社長（1950年に頭取制に復帰）土屋義雄（神戸高商卒後、2年間の兵役を経て1909年7月入行。1923年支配人、1930年常務、1942年専務、1944年社長、1950年頭取、1962年会長、1967年相談役、1970年10月没、享年87）が中心となり自主経営が開始される。
以後、第8代頭取の寺田畊三（大阪高商卒。日銀大阪支店調査役を経て1951年入行、1958年専務、1962年-1967年頭取）、長期にわたり在任した第9代頭取土屋斉（義雄の次男。東大文卒、1933年同盟通信社入社。岐阜放送常務を経て1957年入行、1967年頭取、1986年会長、1993年終身名誉会長。2003年7月没、95歳）、第10代頭取外村次郎（東大経卒。1946年入行、1986年頭取、1993年～1996年会長。2001年6月没、78歳）、第11代頭取土屋嶢（斉の長男。慶大法卒、1970年富士銀行入行。1977年入行、名古屋支店長・本店外国部長を経て1993年頭取、2019年会長。2020年11月没、74歳）へと経営が引き継がれている。
土屋斉の第9代頭取就任に当たっては、前任の寺田畊三頭取はじめ一部より世襲批判（1997年3月4日付日経金融新聞「あの日あの時私の金融史」）があったが、結果として土屋家より3名の頭取（3名の合計在任期間は2006年現在50年）を輩出し、また本店前には土屋一族出身の頭取経験者胸像があるなど、現在まで、土屋家の影響力が強い。元々、土屋家は大垣近郊の大地主であるが、この土屋家は分家筋にあたり、本家筋当主は十六銀行勤務であった。ちなみに、土屋嶢11代頭取はインタビュー等を通じてマスコミへの露出が多く、2000年（平成12年）にはベストファーザー賞を受賞している。
しかし自主経営早々に、これまでの安田保善社との関係から制限会社の指定を受けることになる。この時、制限会社指定を受けたのは12行であったが、このうち地銀は当行と四国銀行のみであった。指定解除となる1949年（昭和24年）まで店舗新設などの積極経営を著しく抑制され、戦後における発展が他行に後れをとることを余儀なくされる。1948年（昭和23年）、金融機関再建整備法によって、資本金の90%減資を行ったが、その後、貸金・預金などの回収、資産再評価、所有不動産の売却などに努力し、旧勘定の整理は順調に進んだ。この結果1952年（昭和27年）には第二次封鎖預金の払戻を行い、1954年（昭和29年）に株主への減資分担金および利息を支払って、全国の銀行に先駆け調整勘定の閉鎖を完了した。1949年（昭和24年）の制限会社指定解除と共に、再建の条件がいち早く整うことになる。この間、1948年に岐阜県関市・多治見市に店舗開設、県内中濃・東濃地区に進出している。

### 国際取引の進展
経済成長に対応して東海経済圏に積極的な店舗展開を推進し、1960年（昭和35年）に東京事務所、1961年（昭和36年）に大阪支店、1964年（昭和39年）に東京支店を開設。また、もともと岐阜県は陶磁器・刃物・繊維を中心とした輸出産業が盛んな地であったため、業務国際化の動きにも対応、1960年に外為業務を開始、1972年（昭和47年）に外国部を設置、1978年（昭和53年）に海外コルレス業務を開始、1984年（昭和59年）に海外コルレス包括承認銀行の認定を受けた。また、1986年（昭和61年）に香港駐在員事務所（1989年6月香港支店。現在は、再び駐在員事務所）、1988年（昭和63年）ニューヨーク駐在員事務所（1990年10月ニューヨーク支店。駐在員事務所への変更を経て現在は廃止）、1990年（平成2年）ブラッセル駐在員事務所（1992年1月欧州大垣共立銀行となるが現在は解散）、2004年（平成16年）上海駐在員事務所を設置した。その後、バンコック（タイ）とホーチミン（ベトナム）にそれぞれ駐在員事務所を設置している。

### 県外展開とサービス深度化
元来、大垣共立銀行は、岐阜県内では規模及び業務面から県都岐阜市に本店を置く十六銀行の後塵を拝していた。そこで、大垣共立銀行がとった政策は、積極的な「県外進出」と、マス・リテール戦略に基づく、「サービス深度化」であった。こうした政策の類型はスルガ銀行やかつての西京銀行にも見られる。
店舗展開においては、2006年（平成18年）時点で、岐阜・愛知・三重・滋賀・東京・大阪の6都府県に店舗を有し、地銀の県外進出の先駆けとなっている。東海地方の全国地方銀行協会加盟銀行では最も広範囲な展開でもある。
特に愛知県には県内競合金融機関の十六銀行の本格的進出が第2次世界大戦後（正確には大正年間に名古屋市に進出したものの、不良債権を築いただけで1921年に撤退）であったのに対し1923年（大正12年）に進出、現在では県内に全店舗の3割にあたる46ヶ店舗を展開し、進出地銀では最大の預貸金量である。また、2007年（平成19年）度中には愛知県内向け貸出金総額は、岐阜県内向け総額を超えるのは確実とされる（2007年1月19日付ニッキン紙）。三重県・滋賀県には1926年（大正15年）に進出し現在でも桑名支店（三重県桑名市）・長浜支店（滋賀県長浜市）は同地でも存在感のある店舗になっている。
独自のあるいは全国初となる一連のサービス深度化は、“収益にほとんど寄与しないとの大手証券アナリストの指摘”（2005年1月25日付日経金融新聞）もあるが、大垣共立銀行の狙いは“斬新なサービスによる知名度向上で、新規顧客獲得へつなげる戦略を立てている”（同）。その結果、2005年（平成17年）のダイヤモンド社の調査では、「顧客満足度で全国第1位の銀行」に選ばれた。また、2006年（平成18年）8月30日に日経新聞が三大都市圏の消費者を対象に行った地域金融満足度調査でも、大垣共立銀行は、利便性が高く評価され86.2点を獲得し首位となった（なお、近隣金融機関では岐阜信用金庫が77.2点で13位、十六銀行が77.0点で15位）。ちなみに第9代頭取土屋斉（第11代頭取・嶢の実父）は、元々同盟通信社出身のマスコミ人であり、PR戦略に長けた人物であった。
サービス深度化の先駆けとなったのが、ATM稼動の順次延長である。1990年（平成2年）6月より日曜稼働キャッシュサービスコーナー「サンデーバンキング」を開始し、1994年（平成6年）9月には、ATM365日無休稼働「エブリデーバンキング」、1995年（平成7年）1月には、機械の稼働開始時刻を午前8時45分から午前8時に繰り上げる「モーニングバンキング」（同年6月には午前7時に変更）を開始し、いずれも全国初であった。
これらの政策は、個人取引に強みを発揮し、2007年（平成19年）3月期現在、預かり資産（公共債、外貨預金、年金保険、投資信託の合計）は7,123億円、個人ローンは7,367億円と、ともに東海3県に本店がある地方銀行・第二地方銀行間でトップの残高となっている。

## 十六銀行との比較
岐阜市に本店を構え、県を代表する地銀の十六銀行とは何かと対照性を見せる。例えば、1973年（昭和48年）に大蔵省（当時）の反対を押し切って建設した17階建新本店（建設時は地銀本店として、また東海地方の高層ビルとして最も高いビルであった。なお、この階数は“16（十六）を超える”意味があるとされる）の象徴性など、ライバル意識が強い。このライバル意識は、融資競争における低金利傾向（岐阜金利）の遠因ともされている。
消費者からの評価については、前述のように大垣共立が高い評価を受ける一方、現在の財務指標においては、行員一人当たりの業務純益が大垣共立の593万円に対して十六は975万円、総預貸金利鞘の0.18%に対して0.5%、不良債権比率は4.54%に対して4.19%等、十六がより安定的な優位性を見せる。（数値は2006年3月末決算）

## 沿革
- 1878年（明治11年）12月 - 第百二十九国立銀行創立。
- 1896年（明治29年）3月 - 株式会社大垣共立銀行設立。第百二十九国立銀行の業務を継承。
- 1900年（明治33年）6月 - 美濃実業銀行（大垣市）合併。
- 1910年（明治43年）4月 - 真利銀行（大垣市）合併。
- 1919年（大正8年）12月 - 五六銀行（瑞穂市）買収。
- 1921年（大正10年）4月 - 養老銀行（養老郡）買収。
- 1923年（大正12年）12月 - 農産銀行（名古屋市）買収。愛知県での営業を開始。
- 1926年（大正15年）4月 - 共営銀行（大垣市）買収。三重・滋賀両県での営業を開始。
- 1928年（昭和3年）
  - 5月 - 七十六銀行（海津市）合併。
  - 12月 - 本田銀行（瑞穂市）買収。
- 1943年（昭和18年）11月 - 大垣貯蓄銀行（大垣市）合併。
- 1945年（昭和20年）7月 - 戦時中の金融資本統制（いわゆる、一県一行主義）により、十六銀行との合併協議を開始するも、岐阜・大垣空襲で中断・終戦となり、構想は立ち消えとなる。
- 1973年（昭和48年）
  - 6月 - 本店ビル（17階建）新築。
  - 10月 - 東京証券取引所第1部へ上場。
- 1992年（平成4年）1月 - 現地法人欧州大垣共立銀行（ベルギー）設立（2002年廃止）。
- 1994年（平成6年）9月 - キャッシュコーナーの365日年中無休稼動を実施（全国金融機関初）。
- 1996年（平成8年）7月 - 株式会社共立総合研究所（大垣市、現 OKB総研）設立。
- 1998年（平成10年）
  - 2月 - 東海信用組合（岐阜市）営業譲受。
  - 11月 - 年中無休の窓口営業「エブリデープラザ岐阜出張所」を開設（全国金融機関初）。
- 2000年（平成12年）10月 - 郡上信用組合（郡上市）合併。
- 2002年（平成14年） - 大日本土木経営破綻により大幅赤字を計上し、公的資金未投入の金融機関としては異例の「賞与8割カット」を断行。
- 2005年（平成17年）3月 - コンビニATM「ゼロバンク」サービス開始。
- 2006年（平成18年）11月 - 北陸銀行と業務提携。
- 2011年（平成23年）
  - 4月 - 大垣共立銀行本店ビルに障害者就労施設「OKB工房」開設。
  - 9月 - 大垣駅前店西に「OKBギャラリーおおがき」を開設
  - 11月 - バンコック駐在員事務所（タイ）開設。
  - 11月 - Web-ATM稼働（全国金融機関初）。
  - 12月 - 大垣市郭町の商店街に障害者就労施設「OKB工房」開設。
- 2012年（平成24年）3月 - ホーチミン駐在員事務所（ベトナム）開設（全国地方銀行初）。
- 2013年（平成25年）4月 -　愛知県長久手市にドライブスルー型店舗「ドライブスルーながくて出張所」開設（全国金融機関初）。
- 2014年（平成26年）10月 - ジェーシービーとの提携によるOKBデビット（JCB）の取扱開始[広報 1][3]。
- 2015年（平成27年）4月1日 - 岐阜県指定金融機関の受託業務開始。
  - 4月1日 - 岐阜県の公金の出し入れを代行する指定金融機関が十六銀行から交代[2]。

## 指定金融機関
大垣共立銀行が単独の指定金融機関となっている地方自治体は5つ。地方銀行では珍しく、本店所在地以外の県（愛知県）で単独指定金融機関となっている自治体（春日井市）がある。このほか、輪番制で指定金融機関になっている自治体は17（うち岐阜県内16、三重県内1）ある。また、県議会の決議により2015年（平成27年）4月1日から岐阜県の指定金融機関が十六銀行から大垣共立銀行へ交代することになった。

### 単独指定金融機関の自治体
- 大垣市　 ： 1964年4月から
- 春日井市： 1964年4月から
- 養老町　 ： 1968年5月から
- 海津市　 ： 1984年4月から
- 瑞穂市　 ： 2003年5月から
- 岐阜県　 ： 2015年4月から

### 岐阜県指定金融機関論争
岐阜県では、度々県の指定金融機関の見直しが話題となる。端的に言えば、指定金融機関に大垣共立銀行を加える事への可否である。指定金融機関制度が始まった1964年以来、岐阜県の指定金融機関は十六銀行単独（大垣共立は指定代理金融機関）であるが、これを大垣共立銀行を加えた輪番制ないし並立制にする事は同行の悲願であった。
この為、積極的な働きかけにより、岐阜県庁内や県議会・西濃地区選出議員を中心に「指定金融機関を輪番制にすべき」との議論が常々あったが、当時、大垣共立銀行は飛騨地方に店舗網を有しておらず、店舗の網羅性の観点がネックとなり立ち消えとなっていた。
こうした中、1999年（平成11年）12月、大垣共立銀行は、高山市に支店を開設し飛騨地方に進出、2000年（平成12年）10月には郡上信用組合（郡上市）を合併したことで、岐阜県内における店舗網も拡充し、また同時期、十六銀行経営層と岐阜県庁職員幹部の間で関係の齟齬が生じていたこともあり、再び指定金融機関の見直し議論が活発化した。
おりしも、当時はペイオフ解禁後の公金保護策が各地で検討され、岐阜県でも1964年（昭和39年）の指定金融機関制度導入以来続く、十六銀行への単独指定を見直す方針を打ち出した。2001年（平成13年）には、桑田宜典副知事（県庁職員出身）を会長とした「金融問題研究会」（研究テーマは制度融資・資産運用・指定金融機関の在り方で、現在は解散）から“指定金融機関を見直し、複数の金融機関が一定期間ごとに交代する輪番制にすべき”との提言が出された。
大垣共立銀行を指定金融機関に加える事に関しては、支持する側は次の3点を挙げる場合が多い。
1. 大垣共立銀行は財務内容・規模共に十六銀行と極端な大差がある訳ではない[注 1]。
2. 輪番制にすることで競争原理が働き、県に対する金融サービスが向上する[注 2]。
3. 大垣共立銀行は東海信用組合・郡上信用組合の救済など県の金融秩序安定に貢献している[注 3]。

なお、新たに指定金融機関を加える議論では、大垣共立銀行だけでなく資金量2兆円規模を持つ岐阜信用金庫も挙げる場合もある。ただし、都道府県から信用金庫が受託した事例はこれまで無い。
また、実際に、指定金融機関を見直すには、県側にもシステム変更の負担があり、銀行側にとっても指定金融機関受託に関しては地方自治体からの要求が厳しく、金融自由化の流れの中で利益的なうまみは殆ど無いとされる。この論争は、行政への協力を引き出したい岐阜県の思惑と、大垣共立銀行と十六銀行の“面子をかけた争い”の側面も否定できない。
なお、金融問題研究会の答申が出た2001年（平成13年）当時の梶原拓岐阜県知事は、選挙時の選対本部長に当時の十六銀行頭取（岐阜県商工会議所連合会長の立場で就任）が就いていた事もあり、指定金融機関の見直しは否定的であった。また、見直し推進派であった猫田孝県議（自民党岐阜県連幹事長・大垣市選出が郵政解散後、一時自民党を離党（2007年1月復党）した影響もあり、2006年（平成18年）現在特段議論の進捗は見られなかった。なお、古田肇岐阜県知事（同じく知事選時の選対本部長は、岐阜県商工会議所連合会長の立場で十六銀行頭取）は県の指定金融機関の見直しについては明確に否定していた。
2011年（平成23年）10月には岐阜県議会において、岐阜県最大会派の県政自民クラブより指定金融機関の交代制導入が岐阜県知事に対して提言された。自民党岐阜県連の猫田幹事長は、知事が同提言に賛同しなければ次の知事選で現知事を支援しない考えを示唆していた。
長らく論争が続いてきたが、2013年（平成25年）10月10日、開催中の県議会において最大会派県政自民クラブなどの全会一致の可決から、2015年度以降（当面5年間）、指定金は大垣共立銀へ交代することとなった。これに伴い、2014年10月20日、岐阜県庁舎2Fの正面玄関ホール東側に「ぎふ県庁支店」が開設された。そして2015年4月1日から、1年半、1億5000万円の時間と経費を掛けて準備を進めてきた県指定金の受託を開始した。

## 情報処理システム
同行はかつて、NEC製メインフレームによる勘定系システムを稼働させているが、2017年度より日本ユニシス（現・BIPROGY）の構築によるWindowsで動作するオープン勘定系パッケージである「BankVision」に移行した。またこれと同時に、情報系システムも再構築された。投資額は、システム構築費用と稼働後10年間の運用・維持費を含め150億円程度を見込んでいる。

## 全国初のサービス

### 特徴のある店舗
- 「エブリデープラザ」（10店舗）
平日15時以降や土曜・日曜・休日も窓口業務を行う店舗（なお取扱業務・営業時間は店舗により異なる）。以下は中でも特色ある店舗である。
  - 柳津支店（エブリデープラザ柳津）
毎日9時から20時まで、年中無休で現金出納等全ての支店業務を行う。2000年（平成12年）11月に現在地のショッピングモール「カラフルタウン」に出店し、年中無休営業を開始した。相談業務等に限定しない全業務年中無休は、戦後において全国初。
  - 名古屋支店（エブリデープラザ “ラシック”）
全国初の顔認証システムを導入した貸金庫がある。名古屋市中区栄の三越南館「ラシック」1階に出店。
- 「O.Kプラザ」（4店舗）
平日15時以降や土曜・日曜・休日に個人向け相談業務を行う店舗を、「O.Kプラザ春日井サティ出張所」等に設置している（同）。なお、春日井サティ出張所の開設に当たっては、一般公募により採用された専業主婦を出張所長に任命し、話題を集めた。
- 「コンビニプラザ」（半田支店）
コンビニエンスストアをモデルとした店舗。外観からサービスに至るまでコンビニの特徴を採り入れている。なお、同店舗の開設にあたって、同行の異業種研修でコンビニエンスストアの店長を経験した行員の意見が反映されている。
- 「OKBドライブスルーながくて「ポポット」」（ドライブスルーながくて出張所）
全国金融機関初の“ドライブスルー店舗”。利用者は車に乗ったままドライブスルー窓口（2ヵ所）とドライブスルーATM（2台）を年中無休で利用できる[10]。

### サンクスポイントプレゼント
- 総合口座の取引に応じて、毎月サンクスポイントが加算される。
- 蓄積されたポイントは、ATM時間外手数料無料（1年間）や金利優遇または、現金や宝くじなどに引換が可能。
- クレジットカードなどへポイントを移行する事も可能。

### ゴールド総合口座・スーパーゴールド総合口座
預かり資産が一定金額以下の場合、維持手数料を徴収する口座は他行でも導入されているが、本商品は、そうした顧客選別手段ではなく、下記サービスの対価として恒常的に役務収益を確保する目的があり、最もPRに努めている商品である。
- 平成18年3月時点でゴールド総合口座は15万6千口座、スーパーゴールド総合口座は1万9千口座あり、個人口座数の10%強を占めている[広報 3]。
- 年会費
  - 「ゴールド総合口座」2,200円（税込）、「スーパーゴールド総合口座」5,500円（税込）。
  - サンクスポイント引落でも年会費の引換可能。
  - ゴールド総合口座からスーパーゴールド総合口座へ切替の場合、初年度3,300円（税込）が必要。
  - 慶事等での贈答用口座も用意されている。
- 主な特徴
  - ゴールド総合口座では通常の2倍、スーパーゴールド総合口座は通常の3倍、サンクスポイントが加算される。
  - 同行ATMの時間外利用手数料が無料になる。また、全国のファミリーマートに設置されたゆうちょATMの時間外利用手数料も無料になる。岐阜県・愛知県内のゼロバンクATMも365日・24時間出金が無料であった。なお同行ではATMでの入金は終日無料である。
  - 総合ステートメント発行手数料が無料になる（年間2回）。
  - ICキャッシュカード発行手数料が無料。楽天Edy付きのICキャッシュカードの選択も可能。
  - 通帳・ICキャッシュカード再発行手数料が無料。
  - 決済用普通預金口座管理手数料無料。
  - 本支店間振込手数料無料。（ゴールド総合口座の場合はATM・テレホンバンキング・スーパーネット21による振込が、スーパーゴールド総合口座は窓口・ATM・テレホンバンキング・スーパーネット21による振込が対象）
  - 米ドル外貨預金の優遇（スーパーゴールド総合口座のみ）。
  - 投資信託申込手数料キャッシュバック（スーパーゴールド総合口座のみ）。
  - ローン金利優遇（スーパーゴールド総合口座のみ）。
  - 2004年から、本店・名古屋支店・岐阜支店に、全面金色のゴールド総合口座専用のATMコーナーを設置（ただし、一般口座でも利用が可能）。
  - 以下はスーパーゴールド総合口座を選択した場合、いずれかひとつのサービスを付加できる。
    - 他行ATMおよびゆうちょ銀行ATMの利用手数料が月2回まで無料。
    - クレジットカード（共立UC・共立JCB・共立UFJ各カード）の年会費キャッシュバック。
- このほか、当時の頭取の土屋嶢は毎日新聞のインタビューに対し、特定の大口取引先を対象に、申込資格・募集時期を限定して「プラチナ総合口座」を販売した事を明らかにしている[11]。

### VIVA!ドラゴンズ スーパー打率定期預金
平成7年から続いている期間限定の定期預金（例年3月の終わりごろから4月上旬ごろにかけて発売）。中日ドラゴンズの選手のなかで最高打率の1/100を金利に上乗せする定期預金。1名義あたりの預入限度は50万円（有料総合口座の保有者は100万円）。さらに、定期預金を預け入れる際にドラゴンズ選手の首位打者を予想し、当たった場合には様々な特典が受けられる（ちなみに平成19年は抽選で5名に現金5万円プレゼント）。また、当選者のなかから1名は、プロ野球シーズン終了後に行われるドラゴンズの「ファンの集い」に招かれて、「ドラゴンズ首位打者賞」のプレゼンテーターになることができる。なお、中日球団との契約により、金融機関で中日ドラゴンズに関連した金融商品を発売できるのは大垣共立銀行だけである（平成19年5月現在）。

### VIVA!ドラゴンズ 日本一応援定期
中日ドラゴンズがペナントレースの終了間際に優勝争いをしている場合に発売される定期預金。2007年に発売された応援定期では、クライマックスシリーズで優勝した場合は金利が年0.7%、日本シリーズで優勝した場合は年1.0%になる（それ以外の場合は通常金利）。

### 宅配サービス
介護用品宅配サービス
電話により、介護用品を自宅に届ける。

### ライフプランRe
- 慰謝料などの離婚に関わる費用（慰謝料・財産分与・弁護士費用）について無担保で貸し付け、2007年10月1日取扱開始のサービスである。

### シングルマザー応援ローン「Tetote」
- 子育て中の独身女性向け専用ローン。
- ローン利用者の特典
  - 健康・育児に関する電話での無料相談が受けられる。
  - 子供が起こした事故などへの損害賠償保険に無料で加入できる。

### キレイをかなえる女性専用ローン「Bi-sket」
- 美容整形・アンチエイジング・エステ・増毛（ウィッグ含む）・脱毛・デンタルケア・レーシック

美容器具・化粧品・サプリメント利用のための専用ローン。
- 利用者は女性に限る。

## ATM

### 稼働時間
自行ATMのみ
- 24時間稼動（5店舗)
- 7時から24時まで稼動（13店舗）

### 特徴ある機能
- ATMスロットゲームサービス
  - 当籤（とうせん）すると時間外手数料免除などの特典がある。大阪・東京の両支店及び公設市場・春日井市役所・大垣市役所の各有人出張所（これらは平日日中のみの稼動のため）を除いた各店舗1台ずつ展開している。
  - また同じコンセプトのATMルーレットゲームサービスもある。
スロットサービス開始においては、評論家の勝谷誠彦が、週刊誌「SPA!」、TBSラジオ『ストリーム』 2005年7月20日の「コラムの花道」 や自身のウェブなどで、「金融機関が射幸心をあおるのはいかがなものか」、「銀行がパチンコ屋を始めた」、「不良債権処理に対しての公金投入や、低金利に加え、ATMや両替での手数料を蓄え、微々たる手数料を抽籤で免除するなど、巨馬鹿」などと批判を繰り返したが、同行を全国的に有名にした宣伝効果も含めて、メディアや利用者の反応は概ね好意的であった。
なお、後に、時間外手数料が無料になる確率を1/10としていたが、これを約10から100回に1回、手数料無料と現金千円が当たる確率を約1/50としていたのを、約500から5000回に1回の間で変動すると訂正した。
- 宝くじ購入サービス
  - ATMでナンバーズとロトが購入できる（一部のATMを除く）。購入方法は、大垣共立銀行のキャッシュカードを使い普通預金（貯蓄預金）口座から購入代金を支払い、ATMの画面で宝くじの種類や番号を選ぶ方式。当せん金は購入代金を支払った口座へ自動入金される。
- Web-ATM
  - お客さまの属性に応じてATMの入力画面等が変わる。
  - お客さまでATMのオリジナル画面を自由に設定できる（2013年1月開始予定）
- 手のひら認証ATM“ピピット”
  - 利用者本人の「手のひら」だけで取引することが可能な全国初のサービス[12][13]。
  - キャッシュカードや通帳を持ち合わせていなかったり、災害などで紛失した場合に利便性がある[12]。

### 特徴ある施設

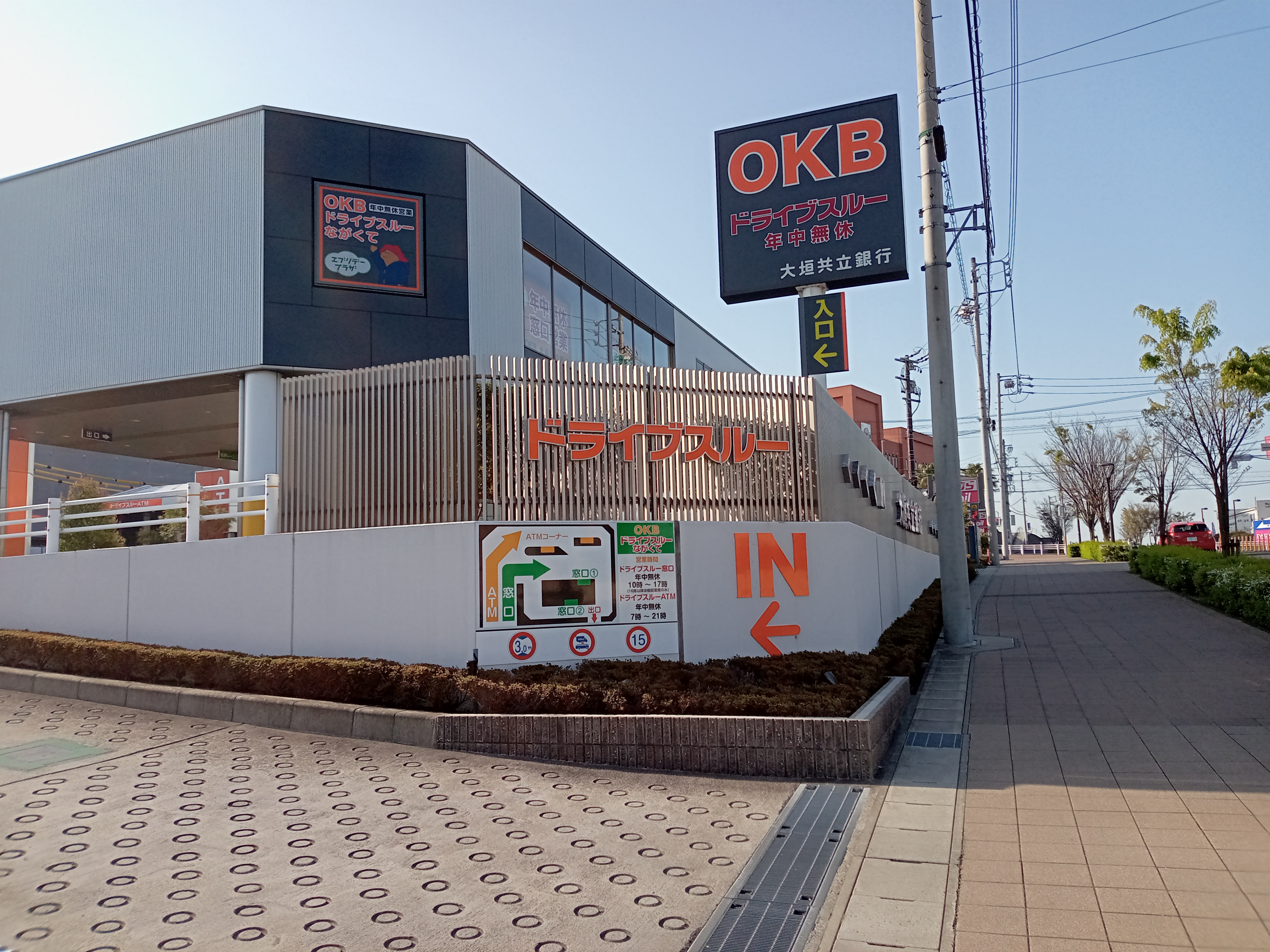
ドライブスルーATM（ながくて出張所）

- 昇降・幅寄せ機能付ドライブスルーATM（3店舗：羽島支店、ドライブスルーながくて出張所、藤沢支店）
  - いわゆるドライブスルーのATMだが、車の大きさや停車した場所に応じてATMが自動で操作しやすい位置へ移動する機能がついている。
- 移動店舗
  - 『OKBスーパーひだ１号』（全国初）
平成12年4月に運行開始。飛騨地区を巡回して銀行業務を行う。
  - 生活応援移動プラザ『OKBレスキュー号』（平常時：『OKBマネープラン１号』）
平成18年3月に運行開始。大規模災害時に被災地へ駆けつけ銀行サービス等を提供する。ATM以外にも、被災者のために災害情報を映し出す大型スクリーンや携帯電話の充電器が装備されている。2007年度グッドデザイン賞を受賞した。
  - 『OKBスーパーフロンティア号』
平成28年12月に運行開始予定。東三河地区を定期的に巡回して銀行業務を行う予定[広報 4]。

### 手数料無料・相互開放
以前は、直営拠点の増設およびサービス深度化を進め、他銀行等との提携には消極的であった。しかし、競合行である十六銀行が東海3県内の親密行、三菱UFJ系銀行および岐阜県内の金庫組合等と相互に払戻手数料無料提携を行ったのを受け、2006年（平成18年）以降は相互無料提携を進める（時間外手数料は別途必要）。法人カードは三十三銀行・北陸銀行も無料の対象になる。
- 2006年（平成18年）
  - 3月 - 三重銀行（現：三十三銀行の旧三重銀行店舗）・第三銀行（現：三十三銀行の旧第三銀行店舗）
  - 5月 - びわこ銀行 （現：関西みらい銀行の旧びわこ銀行 → 関西アーバン銀行店舗）[注 4]（2018年（平成30年）12月16日をもって提携終了（[広報 8]）。）
  - 9月 - みずほ銀行
  - 10月 - 岐阜県内JAバンク
  - 12月 - 北陸銀行（2008年10月14日から預入（手数料は無料）も可能）
- 2008年（平成20年）1月 - イオン銀行
- 2010年（平成22年）10月 - 関西アーバン銀行のうち、従来からの関西アーバン店舗（現：関西みらい銀行の旧関西アーバン銀行店舗のうち当時は識別マークなしだった店舗）（2018年（平成30年）12月16日をもって提携終了（[広報 8]）。）

共同出張所においては大垣共立またはこれらの提携先が幹事行となっている場合に限る（ただしイオン銀行のカードの利用については提携先の幹事行が未提携の場合は利用できない）。なおゼロバンク以外のコンビニATMは対象とならない。

### ゼロバンク
2018年（平成30年）11月30日をもってサービス終了。
※ファミリーマートに設置のゆうちょ銀行のATMを一部を除き自行と同じ手数料で利用できる。
2005年（平成17年）3月より、サークルKサンクス、ピアゴ、ラフーズコアと共に、岐阜県・愛知県にある同社約1,300店舗に、現金自動支払機利用手数料無料のATM「ゼロバンク」を展開している。当時、岐阜県及び愛知県にはセブン銀行（当時はアイワイバンク銀行）のコンビニATMを設置するセブン-イレブンがドミナント戦略で大量出店しており、同地域を地盤とするサークルKサンクスは危機感を抱いていた。こうした中、前述にある十六銀行のATM相互無料提携に対する対抗策を模索していた、大垣共立銀行との思惑が一致したものである（2005年7月1日付朝日新聞「コンビニ競争、東海に熱-地元勢・サービスで応戦」）。その後、三重銀行・東京スター銀行も参加したが、両行は後にサービスを終了し、前者はイーネットの、後者はBankTimeのATMに転換している。
なお手数料無料のコンビニATMに関しては、預金規模が大きいメガバンクを中心に、ATM幹事銀行に多額の手数料を負担するため「（ATMネットワークに関して）不平等だ」と強い不満（2006年9月16日付日経新聞はじめ各紙既報、詳細はゼロバンク参照）が出ていた。もっとも、大垣共立銀行の場合は東京スター銀行と異なり、無料ATMはゼロバンクに限り自行ATMでは他行顧客より利用手数料を徴求することから、一概に「銀行間手数料目当てのビジネスモデル」との批判が難しかった（2006年11月11日付朝日新聞）。結局、2006年（平成18年）11月、大垣共立銀行と三菱東京UFJ銀行との間で、ゼロバンクに係る取引支払手数料の割引を合意したとの報道がなされている。
同行管理のゼロバンクに限り、ACS接続により地方銀行64行の法人カードによる時間内無料出金も可能である。

## キャッシュカード
- 楽天Edy対応（一部総合口座のみ）
- ローソンでのデビットカード対応（全国地方銀行協会加盟行で唯一の利用可能金融機関）
- ケータイキャッシュカード
携帯電話をキャッシュカード代わりにして現金の出金、残高照会ができる機能。対応機種は、赤外線通信機能のあるiモード対応機種の一部。12店舗で対応ATM設置。

## 広報活動

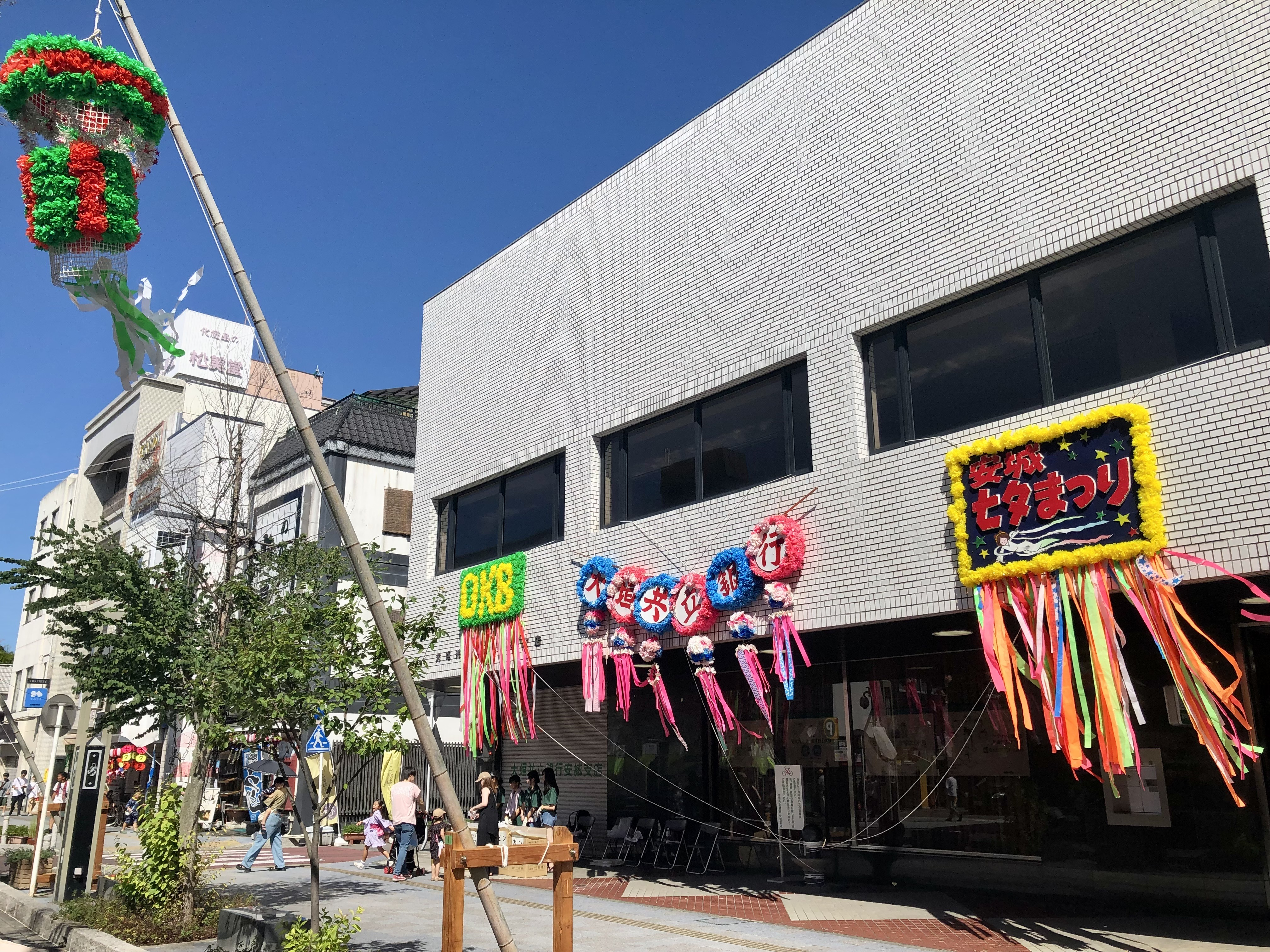
安城七夕まつりに参加する安城支店

- スポットCMは地元・岐阜県の民放局でも放送されているほか、在名放送局でも放送されている。
- テレビCMは子供達がダンスを踊っているもので、そのテレビCMに出演できるダンスコンテストが行われている（テレビCM出演をかけたコンテストが行われるのは異例）[広報 9]。
- 安八町の 三洋電機連合健康保険組合 が所有していた体育館の名称を「OKB体操アリーナ」とし、「大垣共立銀行OKB体操クラブ」の活動支援するために命名権を取得した[14]。
- 揖斐川町日坂の揖斐高原スキー場ゲレンデ跡地において、揖斐川町管理分の約2ヘクタールを同町と協定して「OKB森林共和国」の名称で森林づくりを行っている[15]。
- 2013年より、行員で結成したユニットOKB45が広報活動を実施している。
- 2020年4月、本行とSKE48がコラボして5人のメンバー（太田彩夏、北野瑠華、熊崎晴香、鎌田菜月、佐藤佳穂）がOKB5という広報宣伝ユニットを結成した。メンバーのうち、太田と北野は岐阜県出身である。なお上記OKB45の活動も引き続き行われており、2021年にはOKB5がOKB45の新制服をプロデュースしている[16]。
- 女子ソフトボールチーム（JDリーグ所属）の大垣ミナモソフトボールクラブの所属選手の受入先企業の一つである

## テレビ番組
- 日経スペシャル カンブリア宮殿 客に熱烈支持される地方銀行の秘密！ "らしく"を捨てた新発想で、真の顧客サービスを（2011年11月10日、テレビ東京）[17]